# Dov Bar Nir
Dov Bar Nir (hebrejsky: דב בר-ניר, rodným jménem Bernard Silberschitz, Bernard Zilbršic, ברנארד זילברשץ, žil 3. prosince 1911 – 7. května 2000) byl sionistický aktivista, izraelský politik a poslanec Knesetu za stranu Mapam.

## Biografie
Narodil se v Bruselu v Belgii. Vystudoval střední školu v Bruselu a sociální vědy na Université de Strasbourg. Roku 1932 přesídlil do dnešního Izraele, kde patřil až do roku 1956 mezi členy kibucu Ejn ha-Choreš.

## Politická dráha
Patřil mezi zakladatele sionistické organizace ha-Šomer ha-ca'ir v Belgii. Angažoval se v straně ha-Liga ha-socialistit (Socialistické lize). V letech 1946–1948 byl tajemníkem strany ha-Šomer ha-ca'ir na území dnešního Izraele. Roku 1950 byl za tuto stranu vyslán do USA. V letech 1951–1953 byl členem ústředního výboru strany Mapam a v letech 1957–1960 tajemníkem Světového svazu Mapam.
V izraelském parlamentu zasedl po volbách v roce 1949, kdy kandidoval za Mapam. Byl členem parlamentního výboru pro procedurální pravidla, výboru mandátního, výboru pro ústavu, právo a spravedlnost a výboru House Committee. Na poslanecký mandát rezignoval v dubnu 1951. V Knesetu ho nahradil Menachem Racon.